# Есимов, Сейдуали
Сейдуали́ Еси́мов (1889, село Бирлесу-Енбек, Аулиеатинский уезд, Сырдарьинская область, Туркестанский край, Российская империя — 2 марта 1985, Жамбылский район, Джамбулская область, Казахская ССР) — старший табунщик колхоза «Берлесу-Энбек» Джамбулского района Джамбулской области, Казахская ССР. Герой Социалистического Труда (1948).

## Биография
Родился в 1889 году в крестьянской семье в селе Бирлесу-Енбек Аулиеатинского уезда. Получил начальное образование. С раннего возраста трудился в сельском хозяйстве. Во время коллективизации вступил в 1929 году в сельскохозяйственную артель (позднее — колхоз «Берлесу-Энбек» Джамбулского района). Трудился чабаном, старшим чабаном. С 1942 года — старший табунщик.
В 1947 году вырастил без потерь 50 жеребят от 50 кобыл. Указом Президиума Верховного Совета СССР от 23 июля 1948 года удостоен звания Героя Социалистического Труда за «получение высокой продуктивности животноводства в 1947 году» с вручением ордена Ленина и золотой медали «Серп и Молот» (№ 2470).
Избирался депутатом Джамбулского районного и местного Советов депутатов трудящихся.
С 1951 года — заведующий конефермой в этом же колхозе, который позднее был реорганизован в свеклосовхоз «Ассинский». Заведовал фермой до выхода на пенсию в 1963 году. Проживал в усадьбе совхоза «Ассинский». Умер в марте 1985 года в возрасте 96 лет.